# Крушение вертолёта на съёмках фильма «Сумеречная зона»
23 июля 1982 года вертолёт Bell UH-1 Iroquois разбился в Индиана Дюнс в Валенсии, Калифорния, США, во время съёмок фильма «Сумеречная зона». В результате погибли актёр Вик Морроу и дети-актёры Мика Динь Ле и Рене Шин-И Чен, во время крушения вертолёта они все находились на земле, также пострадали пять пассажиров вертолёта и пилот. Этот инцидент привёл к многолетним гражданским и уголовным искам против персонала, контролировавшего съёмки, включая режиссёра Джона Лэндиса, а после инцидента были введены новые процедуры и стандарты безопасности в кинематографе.

## Предшествовавшие события

### Карьера Джона Лэндиса
Карьера Джона Лэндиса как режиссёра началась с малобюджетного комедийного фильма ужасов «Банановый монстр» (1973). Фильм не собрал большую кассу, но на момент его выхода Лэндису было всего двадцать три года и критики называли его одним из самых молодых перспективных режиссёров. К тому времени Лэндис уже несколько лет работал на съёмочных площадках различных фильмов, помогая по мелочам и выступая в качестве каскадёра и дублёра. В первые годы после выхода «Бананового монстра» он никак не мог найти работу, какое то время Лэндис жил с матерью и работал в обычном ресторане. Затем он переехал к Тонде Мартон, помогавшей ему в съёмках «Бананового монстра», с которой у него был роман, длившийся четыре года. Джон и Тонда сначала жили в обветшалом районе Голливуда. Она поддерживала его некоторое время, пока он работал над сценариями. В то время он уже написал сценарий для своего будущего фильма «Американский оборотень в Лондоне» (1981), но никто не хотел его финансировать. «Он считал, что все вокруг идиоты. Он злился, что не может добиться успеха», — вспоминала позже Мартон. Благодаря помощи друзей Лэндис время от времени получал небольшую работу на телевидении. В 1975 году Лэндис встретился с художницей по костюмам Деборой Надулман, расстался с Мартон и переехал к свой новой девушке, впоследствии они поженились.
В 1976 году Джон получил небольшую работу в качестве режиссёра. Джим Абрахамс, Дэвид Цукер и Джерри Цукер собрали тридцать пять тысяч долларов на десятиминутную короткометражку по своему сценарию, которую для них снял Лэндис. Фильм назывался «Солянка по-кентуккийски», сценаристы надеялись показать этот фильм главам студий, что бы получить финансирование на полнометражный фильм, но никто не согласился. В итоге они сами нашли инвесторов и собрали один миллион долларов. Полнометражный фильм снял Джон Лэндис, и это был по-настоящему большой успех. Фильм принёс многократную прибыль, и о нём восторженно отзывались критики. Сразу после выхода фильма Лэндиса пригласили снять фильм «Зверинец» (1978), который в итоге стал самой кассовой комедией в истории кино на тот момент. Фильм оказал большое влияние на весь Голливуд и породил целую волну похожих подростковых комедий, а Лэндис в одночасье стал знаменитым.
Вскоре после премьеры этого фильма Лэндис получил телефонный звонок от Стивена Спилберга, который пригласил его на ужин. К тому времени Спилберг уже снял два больших хита — «Челюсти» (1975) и «Близкие контакты третьей степени» (1977). Лэндис и Спилберг познакомились несколькими годами ранее, когда Спилберг проводил собеседование со сценаристами для доработки сценария «Челюстей». Спилберг искал кого-то, кто мог бы добавить несколько комических моментов в его историю, Лэндис тогда не получил работу.

## Предшествовавшие события
Фильм «Сумеречная зона» состоял из четырех эпизодов, различных историй. Каждую историю снимал отдельный режиссёр. В сценарии первого эпизода под названием «Время уходит» (англ. Time Out) герой Билл Коннор (в исполнении Вика Морроу) переносится в прошлое, во времена войны во Вьетнаме, где он сам становится вьетнамцем, защищающим двух детей от американских войск.
Данный эпизод должен был быть в фильме первым по счету, режиссёром выступил Джон Лэндис, до этого зарекомендовавший себя фильмом «Американский оборотень в Лондоне» (1981). Лэндис нарушил законы Калифорнии о детском труде, наняв семилетнего Мику Динь Ле и шестилетнюю Рене Шин-И Чен (кит. трад. 陳欣怡, пиньинь Chén Xīnyí) без необходимых разрешений. Лэндис и несколько других сотрудников были также ответственны за ряд нарушений, связанных с другими людьми, имевшими отношение к несчастному случаю, о которых стало известно впоследствии.

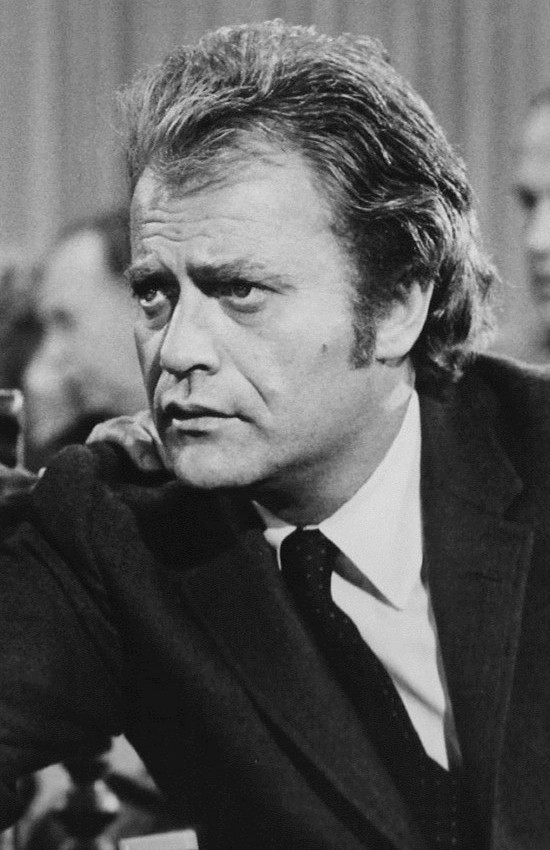
Вик Морроу

Дети были наняты после того, как к Питеру Вей-Тех Чену, дяде Рене, обратился коллега, чья жена работала секретарём на съёмках фильма. Сначала Чен подумал о шестилетней дочери своего брата Рене, родители которой согласились разрешить ей участвовать в фильме. Затем он позвонил вьетнамскому коллеге Даниэлю Ле, у которого был семилетний сын по имени Мика. Мика был общительным мальчиком, которому нравилось позировать для фотографий, поэтому его родители решили, что он будет заинтересован. Чен позже дал показания, что ему никто не говорил о том, что кто-то из детей будет находиться рядом с вертолётом или взрывчаткой.
Ле и Чен получали зарплату в обход закона штата, который не разрешал детям работать по ночам. Лэндис решил не обращаться за специальным разрешением либо потому, что не думал, что получит разрешение на столь позднее время, либо потому, что знал, что не получит разрешения на участие маленьких детей в сцене с большим количеством взрывчатки. Агенты по кастингу не знали, что в сцене будут задействованы дети. Помощник продюсера Джордж Фолси-младший попросил родителей детей не говорить пожарным на съёмочной площадке, что дети участвуют в сцене, и спрятал их от офицера по пожарной безопасности, который также работал социальным работником. Офицер по пожарной безопасности был обеспокоен тем, что взрывы могут привести к аварии, но он не сказал Лэндису о своих опасениях.

## Крушение вертолёта

### Место съёмок
Местом съёмок стало Индиана Дюнс, это киноранчо в районе Валенсии, ныне город Санта-Кларита, штат Калифорния, которое на протяжении 1980-х годов использовалось в съёмках фильмов и телевизионных шоу, включая «Цветы лиловые полей» (1985), «Побег из Нью-Йорка» (1981), «Секретный агент Макгайвер» и «Чайна-Бич». Это место находилось в пределах 30-мильной зоны, его открытая местность позволяла проводить больше пиротехнических эффектов, и здесь можно было снимать ночные сцены без городских огней, видимых на заднем плане. Территория Индиана Дюнс в 600 акров (2,4 км2) также отличалась разнообразным рельефом: зелёные холмы, сухая пустыня, густой лес и джунгли вдоль реки Санта-Клара, что делало её пригодной для имитации локаций Афганистана, Мьянмы, Бразилии и Вьетнама.

### Перед аварией
Съёмки эпизода продолжались уже три недели и часто шли в ночное время суток. Последняя сцена, которую предстояло снять ночью 23 июля 1982 года, была также последней сценой в эпизоде Лэндиса. Она должна была показать разрушение вьетнамской деревни в результате серии огромных взрывов. Сцена должна была быть снята с первого дубля, потому что заново отстроить разрушенные декорации деревни было бы очень дорогостоящим занятием. Вик Морроу находился на съёмочной площадке и готовился к сцене: это должна была быть его самая крупная роль за последние десять лет, и по этой причине он очень нервничал. Лэндис, который был на двадцать лет младше актёра, поговорил с ним, стараясь приободрить. Затем на съёмочную площадку привели двух детей, которые должны были появиться в сцене с Морроу. Дружески пообщавшись с детьми и их родителями, Лэндис постарался приободрить их. Когда камеры были готовы к съёмкам. Лэндис зашел на мелководье реки Санта-Клара, чтобы дать сигнал к началу съёмок.
По сценарию Морроу должен был перенести двух детей через реку, пока вертолет обстреливал их, за их спинами должна была гореть и взрываться деревня. В сценарии Лэндис так описал данную сцену: «Вертолёт делает ещё один заход, а затем одна из хижин взрывается в эффектной вспышке. Билл, держа в каждой руке по ребёнку, делает над собой невероятное усилие и бежит к мелкой реке. Позади них горят хижины. Билл изо всех сил бежит через реку».

### Авария

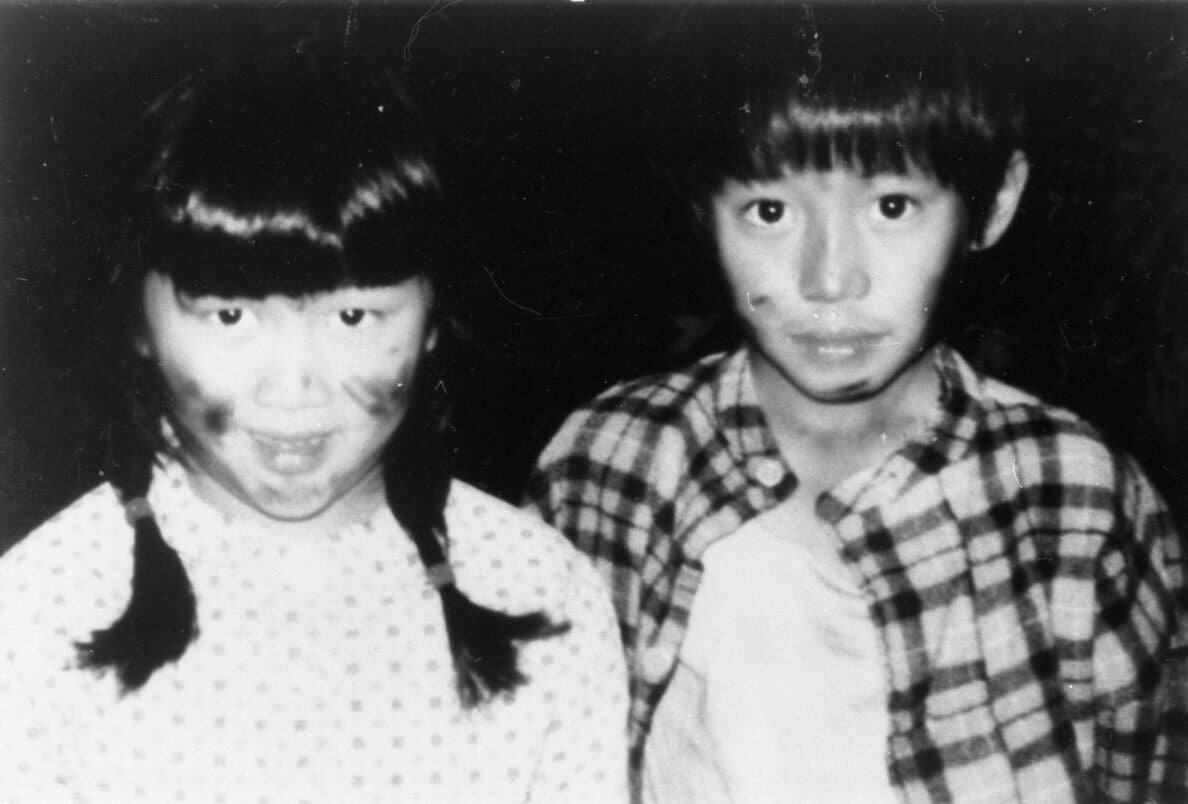
Рене Шин-И Чен и Мика Динь Ле

Вертолёт пилотировал ветеран войны во Вьетнаме Дорси Уинго. Во время съёмок Уинго удерживал свой вертолет на высоте 25 футов (7,6 м) от земли, зависая рядом с большим источником пиротехники; затем он развернул вертолет на 180 градусов влево для следующего кадра. Взрывное устройство сработало, когда хвостовой винт вертолёта всё ещё находился над ним, в результате чего ротор вышел из строя и отделился от хвоста. Низко летящий вертолёт вышел из-под контроля. Борясь с сильным ветром, создаваемым вертолётом, Морроу уронил Чен в воду. Он протянул руку, чтобы подхватить её, когда вертолёт упал на него и обоих детей. Морроу и Ле были обезглавлены лопастями несущего винта вертолёта, а Чен была насмерть раздавлена правым посадочным полозом вертолёта; все трое погибли почти мгновенно. В первые несколько секунд после катастрофы очевидцы реагировали с недоумением. Наблюдая за происходящим, Лэндис тоже был озадачен. «Какого чёрта вертолет делает в моем кадре?» — спрашивал он себя. А сразу после этого сказал «Боже мой, где Вик, Мика и Рене?». Лэндис бросился к вертолёту. Прямо за ним шёл его второй помощник Андерсон Хаус, молодой человек, работавший над одним из своих первых фильмов на крупной студии. Хаус потянулся вниз и поднял туловище Морроу. Он первым закричал «О Боже!», следующим раздался крик матери Рене, Шиан-Хуэй Чен. Только после этого вся съёмочная группа вышла из оцепенения и осознала, что произошло.
На суде защита утверждала, что взрывы были приведены в действие в неподходящее время. Рэндалл Робинсон, помощник оператора на борту вертолёта, говорил, что когда прогремели взрывы, руководитель съёмок Дэн Аллингем сказал Уинго: «Это уже слишком. Давайте убираться отсюда», но Лэндис крикнул по радио: «Ниже... ниже! Опускайтесь [ниже]!». Робинсон заявил, что Уинго пытался покинуть зону, но «мы потеряли контроль и попытались его восстановить, а затем я почувствовал, как что-то оторвалось, и мы начали кружиться». Стивен Лайдекер, другой оператор на борту, засвидетельствовал, что Лэндис ранее «отмахнулся» от предупреждений о трюке, сказав: «Мы можем потерять вертолёт». Лайдекер признал, что Лэндис, возможно, шутил, когда делал это замечание, но добавил: «Я научился не воспринимать всё, что говорил этот человек, как шутку. Это было его отношение. У него не было времени выслушивать предложения от кого бы то ни было».

## Расследование
В октябре 1984 года Национальный совет по безопасности на транспорте (NTSB) опубликовал свой отчёт об аварии. Вероятной причиной аварии был взрыв в результате детонации высокотемпературных спецэффектов, начиненных обломками, слишком близко к низколетящему вертолёту, что привело к повреждению одной лопасти несущего винта посторонними предметами и расслоению из-за нагрева другой лопасти несущего винта, отделению узла хвостового винта вертолёта и неконтролируемому спуску вертолёта. Близость вертолёта к взрывам пиротехники была вызвана тем, что не была установлена прямая связь и координация между пилотом, который осуществлял управление вертолётом, и кинорежиссёром, который руководил съёмками.
Федеральное управление гражданской авиации США (FAA) только в марте за год до трагедии ввело правила, определяющие порядок регулирования воздушных судов во время съёмок фильмов и телепередач. Однако новые правила распространялись только на самолеты, но не на вертолёты. В результате этого смертельного случая NTSB рекомендовал распространить эти правила на все типы воздушных судов. В ответ на это FAA «внесло изменения в приказ 8440.5A, глава 14, раздел 5, чтобы уточнить и подчеркнуть, что для выполнения операций по созданию фильмов на низком уровне на вертолетах требуется сертификат об отказе»; эта формулировка была официально включена в 1986 году.

## Последствия
Этот несчастный случай привел к гражданскому и уголовному иску против создателей фильма, который длился почти десять лет. Отец Ле, Дэниел Ли, свидетельствовал, что слышал, как Лэндис давал указание вертолёту лететь ниже. Все четверо родителей заявили, что им никогда не говорили, что на съёмках будут вертолёты или взрывчатка, и их заверили, что опасности не будет, только шум. Ли, переживший войну во Вьетнаме и иммигрировавший со своей женой в США, был в ужасе, когда начались взрывы в декорациях вьетнамской деревни, навевая воспоминания о войне.
Лэндис, Фолси, Уинго, руководитель производства Аллингем и специалист по взрывчатым веществам Пол Стюарт были судимы и оправданы по обвинению в непредумышленном убийстве в ходе девятимесячного судебного процесса в 1986 и 1987 годах. В ходе перекрестного допроса Уинго выразил сожаление, что Морроу не посмотрел «вверх на вертолет», как, по его словам, он его инструктировал, заявив в ответ на вопрос, что у Морроу «было более пяти секунд между изменением звука вертолёта и ударом», но позже уточнил, что он не пытался переложить вину. Комментарии Уинго подверглись резкому осуждению, в том числе со стороны заместителя окружного прокурора Лии Пурвин Д'Агостино, которая во время перекрестного допроса ответила на предположение Уинго о том, что Морроу должен был уклониться от вертолёта, вопросом, как именно Уинго ожидал, что он это сделает, отметив, что «Морроу нёс двух малышей на руках, стоя почти по колено в воде, когда вертолёт, зависший на высоте 24 футов, вращался в его сторону», назвав эти показания «совершенно удивительными» и задав вопрос, как Уинго мог «подумать, что Вик Морроу мог сделать что-либо, чтобы спастись от вертолёта в тех обстоятельствах и условиях? Это классический пример защиты. Они обвиняют родителей, они обвиняют сотрудников пожарной безопасности, они обвиняют всех. Теперь они обвиняют погибшего человека. Это невероятно». Семья Морроу уладила дело в течение года; семьи детей получили миллионы долларов в результате нескольких гражданских исков.
В результате несчастного случая второй ассистент режиссёра Энди Хаус убрал свое имя из титров фильма, заменив его псевдонимом Алан Смити. Это был первый случай, когда режиссёру было предъявлено обвинение в связи со смертельным исходом на съёмочной площадке. Судебный процесс был описан как «долгий, противоречивый и вызывающий ожесточенные разногласия».
Представитель Гильдии киноактёров США (SAG) Марк Лочер по окончании судебного процесса сказал: «Всё это испытание потрясло индустрию до основания». Warner Bros. создала специальные комитеты по безопасности, чтобы установить приемлемые стандарты «для каждого аспекта кинопроизводства, от стрельбы и самолетов до дыма и пиротехники». Стандарты регулярно выпускаются в виде бюллетеней по технике безопасности и публикуются в виде «Руководства по технике безопасности для телевизионного и художественного производства» (англ. Safety Manual for Television & Feature Production) в рамках «Программы предотвращения травматизма и заболеваний» (англ. Injury and Illness Prevention Program) (IIPP). Руководство IIPP — это «общее описание безопасных методов работы, которое должно использоваться в качестве руководства для обеспечения безопасной рабочей среды» и оно распространяется среди всех сотрудников студии. SAG ввела круглосуточную горячую линию и команду по безопасности для своих членов и «призвала членов использовать право на отказ, гарантированное контрактами, если они считают, что сцена небезопасна».
Комитет по технике безопасности Гильдии режиссеров Америки начал регулярно публиковать бюллетени по технике безопасности для своих членов и создал телефонную горячую линию, чтобы «режиссёры могли быстро получить ответы на вопросы по технике безопасности». Гильдия также начала наказывать своих членов за нарушение техники безопасности на съёмочных площадках, чего она не делала до аварии.
С 1982 по 1986 год количество несчастных случаев на съёмках сократилось на 69,6%, хотя за этот период на съёмочных площадках всё ещё произошло шесть смертей. В 1987 году Управление государственного пожарного маршала начало реализацию «Программы безопасности кино и развлекательных мероприятий» (англ. Motion Picture & Entertainment Safety Program) в ответ на несчастный случай и озабоченность отрасли непоследовательным соблюдением противопожарных норм и требований. Программа контролирует использование пиротехнических спецэффектов в кино и телеиндустрии в Калифорнии.
Джон Лэндис рассказал об аварии в интервью 1996 года: «Во всей этой истории не было абсолютно ни одного хорошего аспекта. Эта трагедия, о которой я думаю каждый день, она оказала огромное влияние на мою карьеру, от которого я, возможно, никогда не оправлюсь».
Режиссёр Стивен Спилберг вместе с Лэндисом был сопродюсером фильма «Сумеречная зона», но после аварии он прекратил их дружбу. Спилберг сказал, что катастрофа заставила его «немного повзрослеть» и оставила всех, кто работал над фильмом, «больными до глубины души». Он добавил: «Ни один фильм не стоит того, чтобы за него умирать. Я думаю, что сейчас люди гораздо больше, чем когда-либо прежде, противостоят продюсерам и режиссёрам, которые требуют слишком многого. Если что-то небезопасно, каждый актёр или член съёмочной группы имеет право и обязанность крикнуть „Снято!“».

## Отражение в культуре
Авария и уголовный процесс стали темами эпизода сериала «E! Правдивая голливудская история» в 2000 году, а также документального сериала «Проклятые фильмы» в 2020 году.